# 영원철학
영원철학(라틴어: philosophia perennis, 영어: perennial philosophy) 또는 영원주의(영어: perennialism)는 세계의 종교들 전반에 걸쳐 나타나는 공통된 주제들이 실재, 인류, 윤리, 의식의 본질에 대한 보편적 진리의 반영이라고 가정하는 철학 및 영성주의의 한 입장이다.
영원주의는 르네상스 시대의 신플라톤주의 재조명에 그 뿌리를 두고 있다. 마르실리오 피치노는 헤르메스교와 그리스 및 기독교 사상을 통합하여, 시대를 초월해 발견되는 고대신학(프리스카 테올로지카)을 발견하고자 했다.:508 조반나 피코 델라 미란돌라는 그리스와 기독교 전통 뿐 아니라 다른 전통들에서도 진리가 발견될 수 있다고 제안했다. 그는 플라톤 사상과 아리스토텔레스 사상의 조화를 구상했고 아베로에스, 쿠란, 카발라 등 다른 문화권의 문헌들에서도 “고대신학”의 양상을 찾고자 했다.:513 그리고 아고스티노 스테우코가 이런 입장들에 대하여 영원철학이라는 말을 처음 고안했다.
19-20세기에 동양 종교들이 소개되면서, 모든 종교들이 겉보기의 차이에도 불구하고 동일한 진리를 가리키고 있지 않느냐는 생각이 등장했다. 이런 생각을 보편주의(Universalism)라고 하며, 초월주의와 유니테리언으로도 그 흐름이 이어졌다. 19세기 말엽에는 신지학협회가 유행하여 서구 선진국 및 그 식민지들에 보편주의를 보급하였다. 1945년에 올더스 헉슬리가 네오 베단타의 영향을 받아 쓴 책 『영원의 철학』이 보편주의 영원철학의 집대성이라 할 수 있다. 헉슬리를 비롯한 보편주의 영원철학에서는 신비주의적 경험을 중시하였고 종교적 혼합주의를 받아들였다.
한편, 아드바이타 베단타와 이슬람 수피즘의 영향을 받아 근대세계와 근대성에 대한 전면적 적대를 표방하는 학파가 있는데 이를 전통주의(Traditionalism)이라고 한다. 전통주의 영원철학의 개조는 『근대세계의 위기』를 쓴 르네 게농이다. 전통주의에서는 신비주의보다는 형이상학적 직관으로 모든 종교는 역사적으로 거슬러 올라가면 하나의 순수한 시원적 형태로 수렴되었을 것이라고 주장한다. 그 순수한 형태를 전통이라 하고, 혼합주의·과학주의·세속주의를 전통에서 일탈한 타락, 오염이라고 보고 배격한다. 전통주의 영원철학은 서양 극우 정치의 특정한 흐름과 밀접한 관련성이 있다.